# 奧波奇卡區

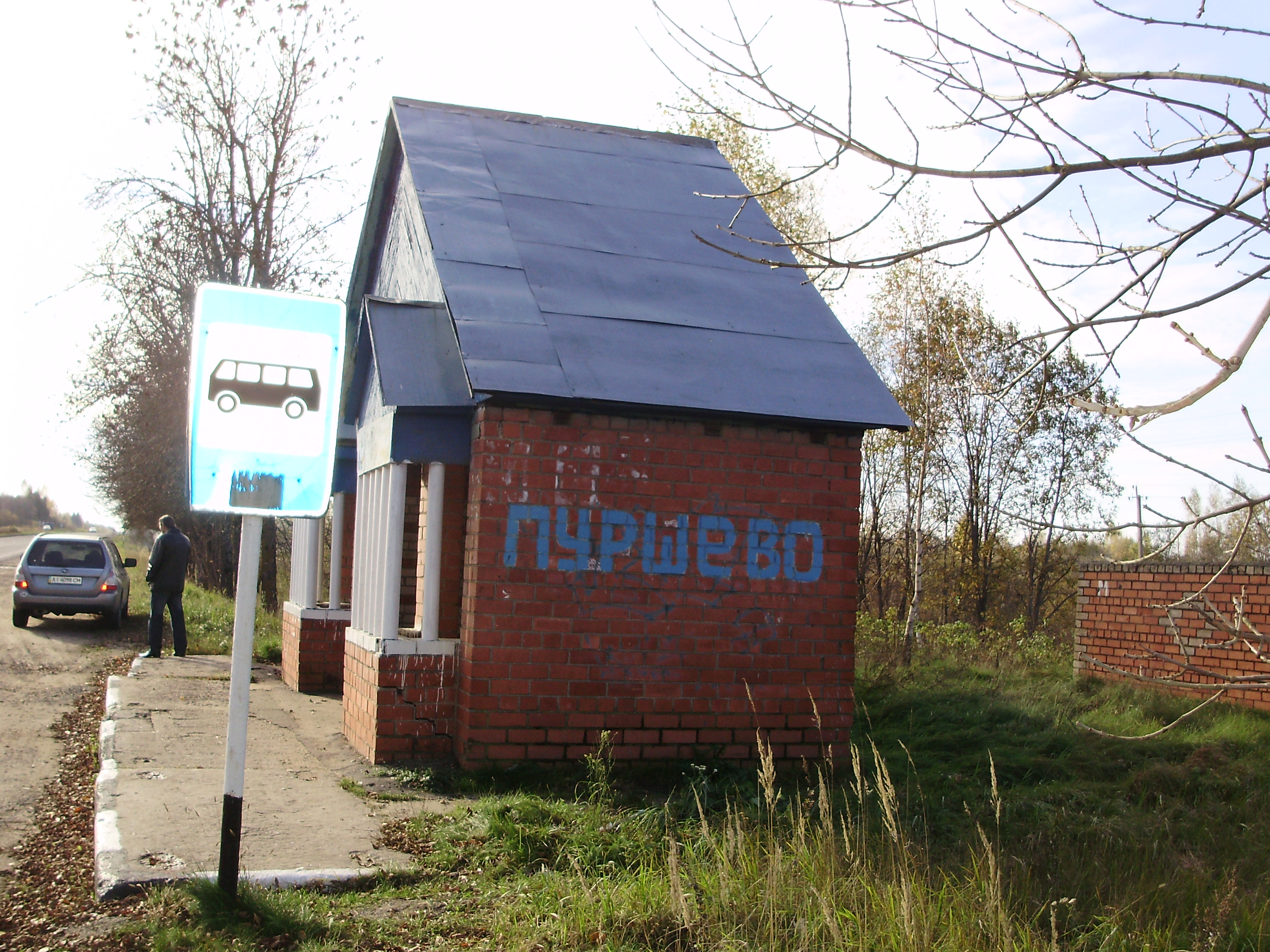

56°43′N 28°39′E / 56.717°N 28.650°E
奧波奇卡區（俄语：Опочецкий район），是俄羅斯的一個區，位於該國西北部，由普斯科夫州負責管轄，面積2,028.9平方公里，2010年人口18,673，人口密度每平方公里9.2人。